# Niels Larsen Stevns
Niels Larsen Stevns (født 9. juli 1864 i Gevnø ved Store Heddinge, død 27. september 1941 på Frederiksberg) var en dansk maler og billedhugger.

## Liv og værk

### Tidlige år
Stevns blev født i landsbyen Gevnø, hvor hans far var træskomager og tækkemand. Det var meget beskedne kår, og nøjsomheden fulgte Stevns gennem hele livet, ligesom en inderlig tro på Gud. Allerede som dreng viste Stevns talent for træskærerarbejde, som han fik mulighed for at udvikle under et længere sygdomsforløb i 12-års-alderen. Her begyndte ideen om at blive kunstner at forme sig i drengens hoved, og som 18-årig tog han et husflidskursus og vandt et sæt snittejern ved en lokal konkurrence.

### Uddannelse
Efter et ophold på Vallekilde Højskole 1883-84 drog han til København, hvor han gik på teknisk skole hos Holger Grønvold, og uddannede sig som malersvend i et dekorationsmalerfirma for at tjene til dagen og vejen. I 1886 blev han optaget på Kunstakademiet, hvor han gik 1886-1887 og 1892-1894. Sideløbende gik han på Zahrtmanns malerskole 1888-1897, og her fik han sit tilnavn "Stevns" efter sin fødeegn. Zahrtmann instruerede sine elever i at finde deres eget udtryk, og han støttede Stevns ved også at købe et af hans malerier (Kristus og Peter). På Zahrtmanns skole gik også Poul S. Christiansen, som blev en nær ven, og Johannes Larsen, Fritz Syberg og Peter Hansen, som skulle komme til at gå under tilnavnet Fynbomalerne.

### Samarbejdet med Joakim Skovgaard
Det var også på Zahrtmanns skole, at Stevns kom i kontakt med Joakim Skovgaard, og Stevns udskar engle i træ til rammen om Skovgaards Kristus i de Dødes Rige. Siden kom han i en form for mesterlære hos Skovgaard, og assisterede ham gennem mange år ved dekorationen af Viborg Domkirke i 1895-1906 og igen 1912-1913. Skovgaard havde mange medhjælpere i det monumentale arbejde med at male fresker i kirken, men Stevns var den mest vedholdende og blev til det sidste. Skovgaard beskrev samarbejdet med Stevns i en artikel i Tilskueren i 1916, hvor det er tydeligt, at han satte stor pris på den alvorlige og arbejdsomme assistent:
| „ | (…)Stevns havde(…) sin særlige styrke i at koncentrere sig om lige netop det han malede på, men det gav ham også en indtrængen i sagen, som her og der satte de skønneste frugter. (…). Han arbejdede sig med rolig betænksomhed ind i den foreliggende opgave, men ikke alletider netop i den retning som jeg ønskede, og så fik jeg det ikke helt lette arbejde, at få ham til at ændre sit mål. Han var myrderlig svær at vende, men det var ikke det værste, nej, for når han endelig gav efter, gik det for fulde sejl den modsatte vej. | “ |

Samarbejdet med Skovgaard betød, at Stevns' egen kunstneriske produktion blev nedprioriteret, og det var først efter afslutningen på arbejdet i Viborg, at han for alvor gik i gang som selvstændig kunstner.

### Rejser
Stevns var på flere studierejser til Frankrig og Italien, hvor han bl.a. malede landskaber. I 1922 var han i Cagnes-sur-Mer, hvor han arbejdede side om side med Axel Salto, Karl Larsen, Svend Johansen og Vilhelm Lundstrøm. Det stærke sydeuropæiske lys fascinerede Stevns. 
|  |  | Som inderligt troende grundtvigianer opfattede han lyset som selve Guds tilstedeværelse i verden. Han malede mange religiøse billeder i sin karakteristiske modernistiske stil, fx værket Kristus og Zakæus fra 1913, der kan opleves på Randers Kunstmuseum samt altertavlen Kristus og Nikodemus fra 1918, der blev udført til Vrensted Kirke ved Hjørring. Stevns var også på flere rundrejser i Danmark i forbindelse med bestillingsopgaver fra kirker og kulturinstitutioner. |

## Udsmykningsopgaver
|  |  | Stevns fik også selv store udsmykningsopgaver, som han jo havde erfaring med fra Viborg Domkirke. Han dekorerede bl.a. mindehallen ved H.C. Andersens Hus i Odense 1931-1932 med freskomotiver fra Mit Livs Eventyr samt læsesalen på centralbiblioteket i Hjørring, som i dag huser en af Sparekassen Vendsyssels filialer. Blandt Stevns' inspirationskilder kan nævnes græsk arkaisk kunst samt van Gogh og Cézanne. Blandt hans oliemalerier findes også et mere abstrakt udtryk, fx Have. Regnvejr. Dyreborg fra 1933 og Pilehegn ved Borup fra 1935 (Statens Museum for Kunst) samt i det sene selvportræt fra 1941 (Statens Museum for Kunst). Et af hans mest kendte værker er Skov ved Bagsværd Sø (Statens Museum for Kunst) fra 1941. Han lavede også flere mindesmærker, altertavler, gravmæler og akvareller, og illustrerede desuden H.C. Andersens Mit Livs Eventyr, som udkom i en pragtudgave i 1943. |

## Hæder og eftermæle
Fra 1905 udstillede Stevns som medlem af Den Frie Udstilling, og i 1933 modtog han Thorvaldsen Medaillen. På sine udstillinger brugte han blot efternavnet Stevns.
Stevns malede sine sidste landskaber i sommeren 1941 i Bagsværd og døde den 27. september. Han blev bisat fra Immanuelskirken i København, og er begravet på Solbjerg Parkkirkegård på Frederiksberg.
Vendsyssel Kunstmuseum i Hjørring åbnede i 2009 et 300 m2 nyopført formidlings- og videnscenter for Niels Larsen Stevns, baseret både på museets egen store samling af Stevns værker, suppleret med langtidsdeponeringer fra bl.a. Louisiana Museum for Moderne Kunst og Østsjællands Museum.

## Billeder
| - Malerier af Niels Larsen Stevns - Asminderup bakker mod lyset, 1924 - Korsdalen Hammer Bakker, 1926 - H.C. Andersen læser op i Collins have. Studie - 1931 - Fakkeltoget 1867 for H.C. Andersen i Odense, 1931 - Krushoved ved Bettefandens hus Motiv fra Blichers novelle "Bettefanden og Herremanden", 1934/35 - Sjællandsk sommerlandskab Mellem 1882 og 1941 - Udsigt over Viborg by Mellem 1882 og 1941 - H.C. Andersens afsked med sin moder ved Skt. Jørgens Port i Odense, ukendt datering |

| - Andre værker af Niels Larsen Stevns - Brødbakke – Fletværk af grene, blade, en blomst og et bånd, 1880'erne - Absalon i kong Valdemars Råd, 1929 – (litografi) - Mindesten for maleren Poul S. Christiansen stående foroverbøjet nøgen mand med en krans, 1935 (gips) - Vår I – To nøgne mænd, der planter et træ, 1936-37 (bronze, støbt 1942) - Høst – To nøgne mænd, der samler kornneg, 1938-39 (gips) |